# Kinnie
Kinnie è la bevanda analcolica gassata di tipo soft drink prodotta a Malta, paese nel quale rappresenta la bevanda nazionale per eccellenza.
È prodotta dall'azienda Simonds Farsons Cisk.

## Contenuto
Kinnie è a base di arance amare, erbe e aromi naturali; il suo sapore e colore ricordano quello del chinotto.
È consuetudine servirlo liscio con ghiaccio e una fetta d'arancia.
Kinnie è altresì una buona base per l'elaborazione di cocktail.

## Ingrediente per aperitivi
Alcuni aperitivi che si possono preparare con il Kinnie:
- ViKi:  1/3 di Vino Bianco  - 1/3 di Aperol - 1/3 di Kinnie
- ChaKi:  6/10 Champagne - 3/10 Kinnie - 1/10 Calvados (distillato)
- Kinnie e Rum